# Schulte & Bruns
Schulte & Bruns war eine deutsche Reederei, die 1882 gegründet und 1883 als offene Handelsgesellschaft in der Stadt Papenburg eingetragen wurde. Gründer waren Johann Hermann Schulte und Christoph Bruns, die sich an Segelschiffen beteiligten. 1977 meldete die Reederei Schulte & Bruns Konkurs an.

## Schulte & Bruns Emden (1890)
1890 wurde in Emden eine Filiale gegründet, die von H. Schulte geleitet wurde. In Emden wurde anfangs neben dem Schiffsmaklergeschäft eine Stauerei, Spedition und die Binnenschifffahrt betrieben. Die vielen Binnenschiffe bestehend aus Kähnen und Schleppern waren der Grund zur Gründung einer eigenen Werft, auf der auch Seeschiffe repariert und später auch gebaut wurden.

## Erste Trennung (1917)
1917 trennten sich die Partner, Christoph Bruns führte das Geschäft in Papenburg und Johann Hermann Schulte im Behördenviertel in Emden, beide Firmen wurden unter dem Namen Schulte & Bruns geführt.

## Atlas-Reederei (1922)

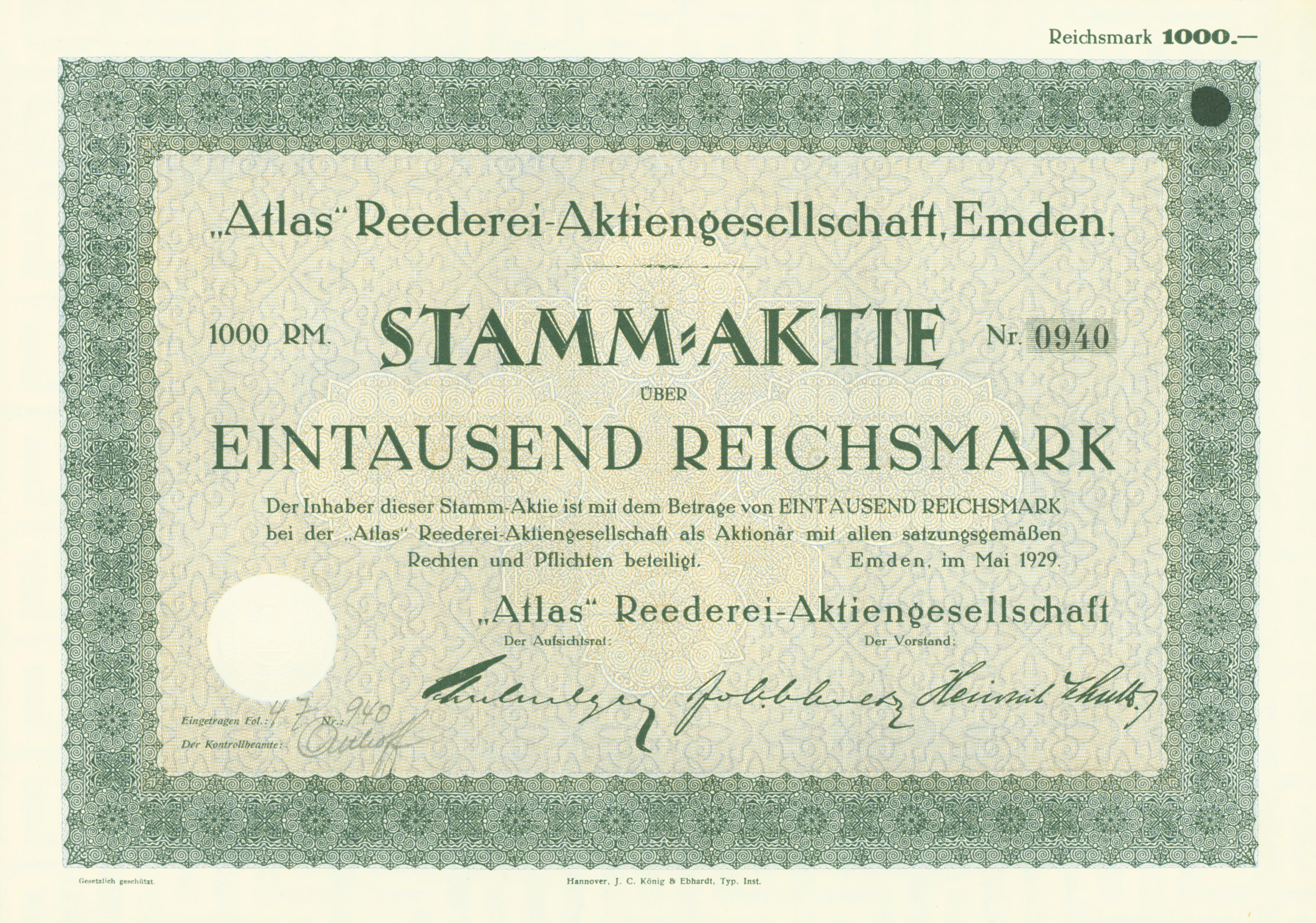
Aktie über 1000 RM der Atlas Reederei AG vom Mai 1929

1922 wurde die Atlas-Reederei AG gegründet, die Erzfahrt wurde für lange Zeit die wichtigste Beschäftigung. 

## Heringsfischerei
```
In den 1920er Jahren engagierte man sich in der 

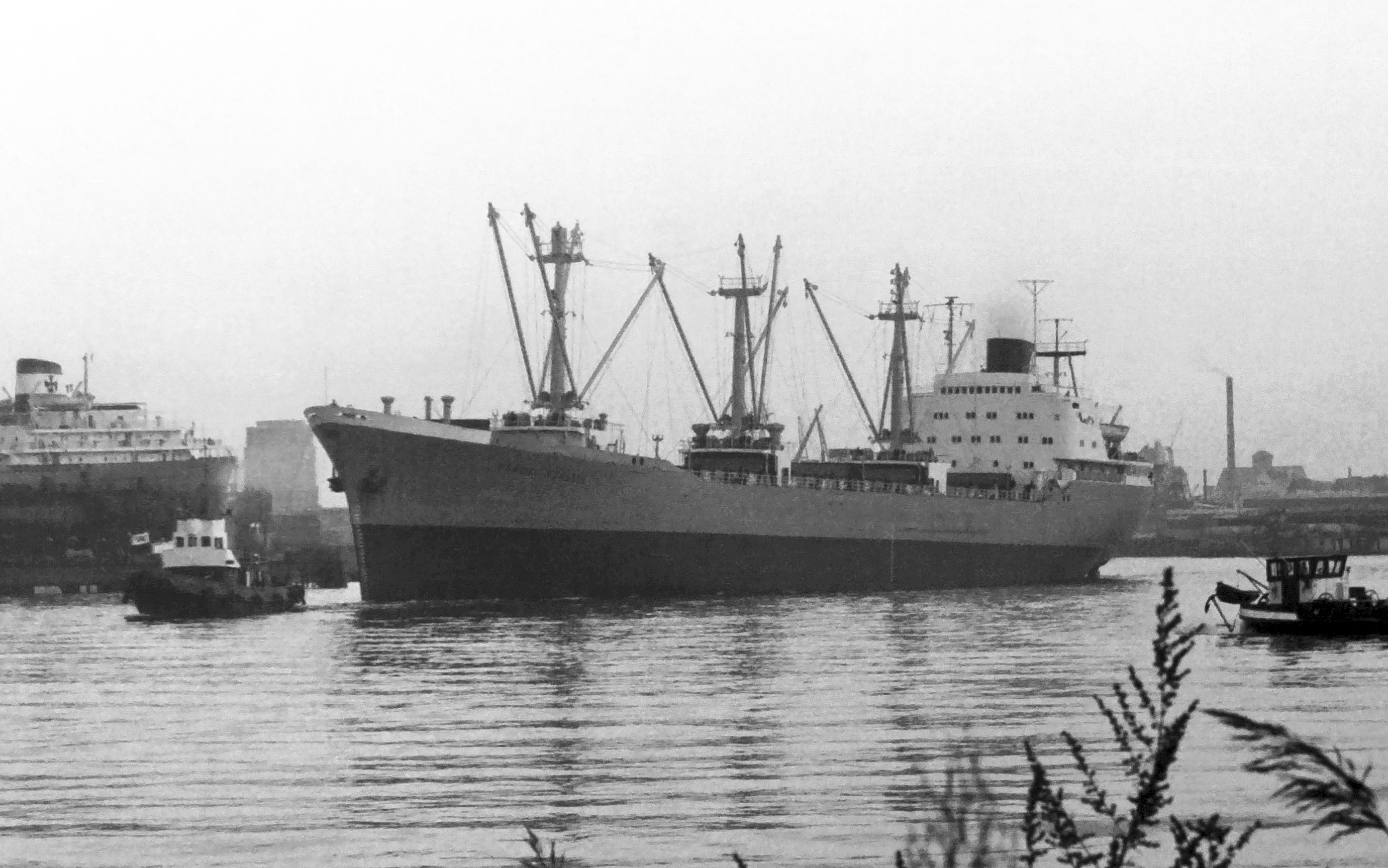
Konsul Schulte, ein typischer Bulkcarrier (1960)

Heringsfischerei
 und übernahm bald die Aktienmehrheit der 
Emder Heringsfischerei
 und in der 
Großer Kurfürst Heringsfischerei
 in Emden.
```

## Schulte & Bruns und Co. Reederei Gesellschaft mbH
Der Sitz der Reederei wurde Anfang 1954 von Emden nach Hamburg verlegt. Gesellschaftsführer waren Bernhard und Johannes Schulte. Im Jahr darauf schied Bernhard Schulte aus der inzwischen zur Kommanditgesellschaft umgewandelten Firma aus, übernahm die Atlas-Reederei AG mit vier Schiffen und machte sich in Hamburg unter seinem Namen selbstständig.

## Heimathafen Bremen (1969)

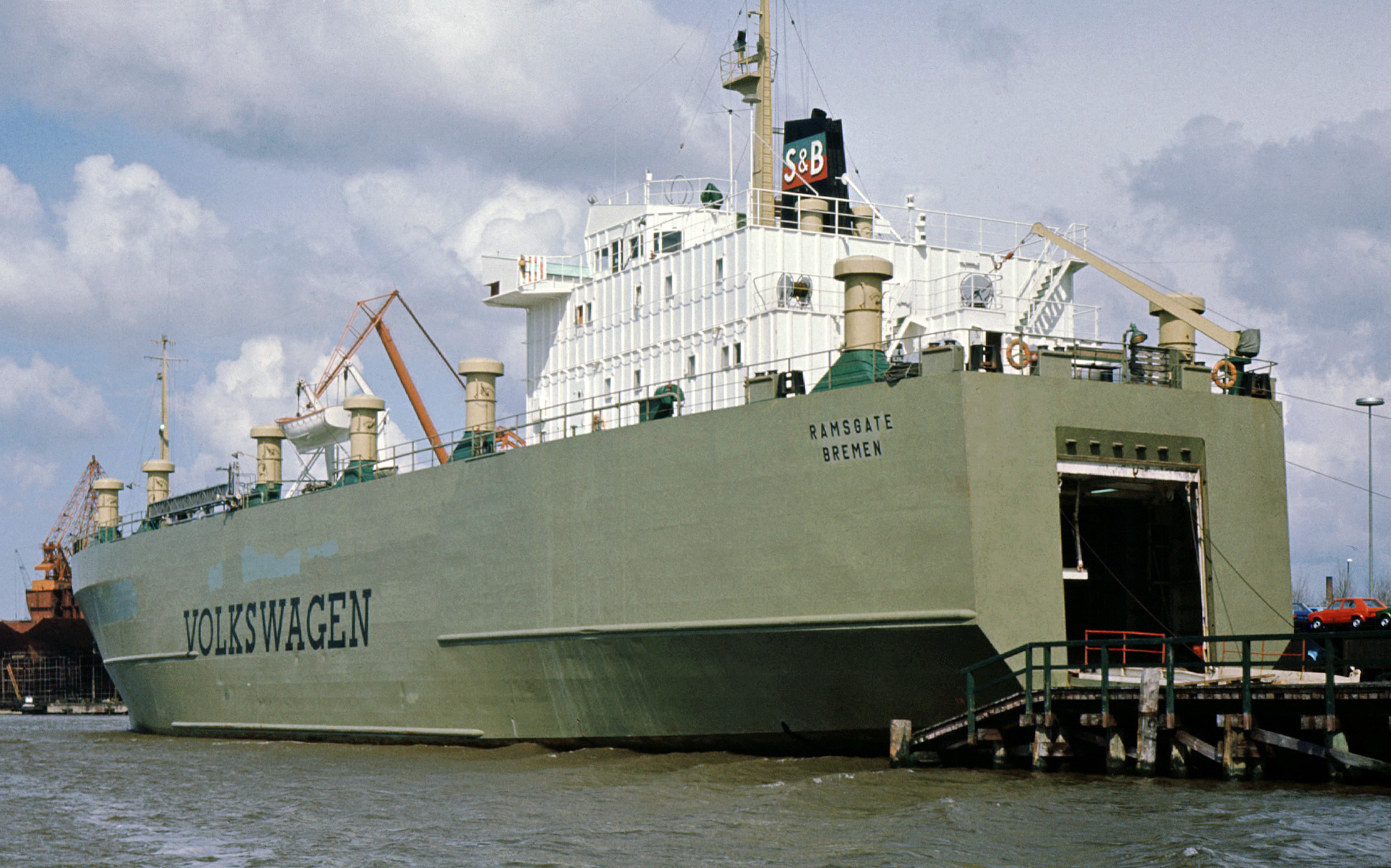
RoRo-Schiff Ramsgate für den Autotransport

1969 verlegte die Reederei den Heimathafen ihrer Schiffe nach Bremen, Hintergrund war die Unterstützung des Bremer Senats bei Problemen der Emder Loggerfischerei, in der Schulte & Bruns stark engagiert war. Mit der Stadt Bremen (140.000 tdw) übernahm Schulte & Bruns 1970 das größte Schiff unter deutscher Flagge.

## Konkurs 1977
1977 ging die Reederei in Konkurs, mit ein Grund waren die explosionsartig gestiegenen Brennstoffpreise aber auch fallender Dollarkurs, Rezession und Konkurrenten, die unter „Billigflaggen“ fuhren. 

## Schulte & Bruns Papenburg (1982/83)
In Papenburg wurde vorwiegend der Holzumschlag, das Schiffsmaklergeschäft und die Lagerhaltung betrieben. 1983 übernahm Klaus Fischer den Betrieb von der Familie Bruns, inzwischen ist man auch in der Seeschifffahrt aktiv geworden. Schulte & Bruns in Papenburg ist nach wie vor tätig in Befrachtung und Betrieb von eigenen und fremden Schiffen. Derzeit haben die Schiffe eine Ladefähigkeit zwischen 3000 und 8000 tdw, sie sind für Bulk- und Breakbulkladung, Container und Stückgut geeignet und hauptsächlich in den Fahrgebieten Nord- und Ostsee, Mittelmeer, sowie Afrika und im Atlantik aktiv.